# Dominic Hyam
Dominic John Hyam (ur. 20 grudnia 1995) – szkocki piłkarz, występujący na pozycji środkowego obrońcy w angielskim klubie Blackburn Rovers.

## Kariera klubowa

### Reading
Hyam dołączył do akademii Reading w 2008, w wieku 12 lat. W listopadzie 2013 podpisał pierwszy profesjonalny, 3-letni kontrakt z klubem.
W lutym 2015 Hyam dołączył do Hemel Hempstead Town grającego w Conference South na zasadzie miesięcznego wypożyczenia, które później zostało przedłużone do końca sezonu.
W listopadzie 2015 Hyam został wypożyczony do Basingstoke Town grającego w National League South. 1 lutego 2016 dołączył do Dagenham & Redbridge na zasadzie wypożyczenia do 5 marca 2016.
31 sierpnia 2016 Hyam przeszedł do Portsmouth w EFL League Two na zasadzie wypożyczenia do 8 stycznia 2017. 23 marca 2017 został wypożyczony do Aldershot Town w National League do końca sezonu.

### Coventry City
24 maja 2017 Coventry City, grające wówczas w League Two, ogłosiło transfer Hyama do klubu. Podpisał on dwuletni kontrakt, obowiązujący od 1 lipca 2017. Swój ligowy debiut zaliczył 5 sierpnia, w zwycięstwie 3-0 przeciwko Notts County.

### Blackburn Rovers
28 sierpnia 2022 Hyam przeszedł do Blackburn Rovers w EFL Championship za nieujawnioną opłatę, podpisując 3-letni kontrakt. Zadebiutował trzy dni później w ligowym zwycięstwie 1-0 przeciwko Blackpool.

## Kariera reprezentacyjna
Hyam występował w reprezentacjach Szkocji U19 i U21 pomiędzy 2014 i 2016. Debiut w seniorskiej reprezentacji zaliczył 17 czerwca 2023, wchodząc z ławki rezerwowych w meczu eliminacji do Mistrzostw Europy 2024 przeciwko Norwegii zakończonym zwycięstwem 2-1.

## Sukcesy

### Coventry City
- EFL League One: 2019–20

#### Indywidualne
- Piłkarz Roku Blackburn Rovers: 2022–23[13]